# Eerste klasse 1952-53 (basketbal België)
Het seizoen 1952-1953 was de 6e editie van de hoogste basketbalcompetitie. Royal IV behaalde een tweede opeenvolgende titel. Na een afwezigheid van twee jaar keerden Bressoux en Canter Schaarbeek terug naar het hoogste niveau, evenwel met weinig succes

## Eindstand
|  |    |                      | P  | W  | V  | G | Ptn |
|  | -- | -------------------- | -- | -- | -- | - | --- |
|  | 1  | Royal IV             | 22 | 18 | 3  | 1 | 43  |
|  | 2  | Hellas Gent          | 22 | 17 | 5  | 0 | 37  |
|  | 3  | Antwerpse BBC        | 22 | 15 | 6  | 1 | 34  |
|  | 4  | Semailles BC         | 22 | 15 | 6  | 1 | 31  |
|  | 5  | Racing CB            | 22 | 15 | 7  | 0 | 31  |
|  | 6  | Amicale S. Bruxelles | 22 | 11 | 11 | 0 | 30  |
|  | 7  | Ougrée               | 22 | 10 | 11 | 1 | 22  |
|  | 8  | Bavi Vilvoorde       | 22 | 7  | 14 | 1 | 21  |
|  | 9  | Hades Gent           | 22 | 6  | 15 | 1 | 15  |
|  | 10 | Vorst                | 22 | 6  | 16 | 0 | 13  |
|  | 11 | Bressoux             | 22 | 5  | 16 | 1 | 11  |
|  | 12 | Canter Schaarbeek    | 22 | 3  | 18 | 1 | 7   |

1928 · 1929 · 1930 · 1931 · 1932 · 1933 · 1934 · 1935 · 1936 · 1937 · 1938 · 1939 · 1940 · 1941 · 1942 · 1943 · 1944 · 1945 · 1946 · 1947 · 1948 · 1949 · 1950 · 1951 · 1952 · 1953 · 1954 · 1955 · 1956 · 1957 · 1958 · 1959 · 1960 · 1961 · 1962 · 1963 · 1964 · 1965 · 1966 · 1967 · 1968 · 1969 · 1970 · 1971 · 1972 · 1973 · 1974 · 1975 · 1976 · 1977 · 1978 · 1979 · 1980 · 1981 · 1982 · 1983 · 1984 · 1985 · 1986 · 1987 · 1988 · 1989 · 1990 · 1991 · 1992 · 1993 · 1994 · 1995 · 1996 · 1997 · 1998 · 1999 · 2000 · 2001 · 2002 · 2003 · 2004 · 2005 · 2006 · 2007 · 2008 · 2009 · 2010 · 2011 · 2012 · 2013 · 2014 · 2015 · 2016 · 2017 · 2018 · 2019 · 2020 · 2021